# Niedermeier
Niedermeier (sowie dessen Varianten) ist ein deutscher Familienname.

## Herkunft und Bedeutung
Er setzt sich aus zwei Elementen zusammen:
- Meier bezeichnete im Allgemeinen einen Verwalter oder Pächter

## Varianten
- Niedermaier
- Niedermair
- Niedermayer
- Niedermayr
- Niedermeier
- Niedermeir
- Niedermeyer
- Niedermeyr

## Namensträger

### Niedermaier
- Anton Niedermaier (1868–1932), deutscher Restaurator und Kirchenmaler
- Antonia Niedermaier (* 2003), deutsche Skibergsteigerin und Radrennfahrerin
- Franz Niedermaier (1925–1986), deutscher Richter
- Josef Niedermaier (* 1963), deutscher Politiker (Freie Wähler)
- Luise Niedermaier (1908–1997), deutsche Malerin
- Max Niedermaier (* 1951), deutscher Eisspeedway-Rennfahrer
- Paul Niedermaier (* 1937), siebenbürgisch-deutscher Architekt, Historiker und Museologe

### Niedermair
- Magnus Niedermair (1849–1922), katholischer Priester, Domkapitular, Domdekan
- Martin Niedermair (* 1972), österreichischer Schauspieler und Sänger

### Niedermayer
- Andreas Niedermayer (1835–1872), deutscher Kunsthistoriker und Geistlicher
- Egon Niedermayer (* 1904), österreichischer Maschinenbauingenieur und Hochschullehrer
- Franz Xaver Niedermayer (1882–1969), deutscher Ordensgeistlicher
- Friedrich Niedermayer (Architekt) (1856–1942), deutscher Architekt
- Friedrich Niedermayer (Mediziner) (1887–1959), deutscher Chirurg
- Hans Niedermayer (1930–2016), deutscher Mundartschriftsteller
- Josef Niedermayer (SS-Mitglied) (1920–1947), österreichischer SS-Unterscharführer und Leiter der Zellenbaus im KZ Mauthausen
- Josef Niedermayer (Politiker) (1926–2016), deutscher Politiker (CSU)
- Kurt Niedermayer (* 1955), deutscher Fußballspieler
- Luděk Niedermayer (* 1966), tschechischer Politiker (TOP 09)
- Ludwig Niedermayer (1895–?), deutscher Landrat
- Max Niedermayer (1905–1968), deutscher Verleger
- Norbert Niedermayer (* 1948), österreichischer Sänger
- Oskar von Niedermayer (1885–1948), deutscher Offizier und Abenteurer
- Oskar Niedermayer (* 1952), deutscher Politikwissenschaftler
- Rob Niedermayer (* 1974), kanadischer Eishockeyspieler
- Rudolf Johann Niedermayer (1891–1970), Komponist, Musikpädagoge, Organist, Chorleiter und Musiker
- Scott Niedermayer (* 1973), kanadischer Eishockeyspieler und -trainer
- Thomas Niedermayer (1928–1973), deutscher Manager
- Wilhelm Niedermayer (1899–1965), deutscher Maler
- Wilma Schalk-Niedermayer (1906–1998), österreichische Keramikerin, Bildhauerin und Malerin

### Niedermayr
- Franz Anton Niedermayr (1777–1849), deutscher Noten- und Schriftstecher
- Gerhard Niedermayr (1941–2015), österreichischer Mineraloge
- Helmut Niedermayr (1915–1985), deutscher Rennfahrer
- Walter Niedermayr (* 1952), italienischer Fotograf

### Niedermeier
- Eva Niedermeier (* 1997), deutsche Sängerin, Bloggerin, Song-Schreiberin und Poetry-Slammerin
- Georg Niedermeier (* 1986), deutscher Fußballspieler
- Hans Niedermeier (1910–1987), Jurist, Beamter und zwischenzeitlich von 1946 bis 1948 Landrat im Landkreis Wasserburg am Inn
- Hans-Peter Niedermeier (* 1954), deutscher Politiker (CSU)
- Hermann Josef Niedermeier (* 1936), deutscher Politiker (SPD)
- Josef Niedermeier (Fußballspieler) (* 1934), deutscher Fußballspieler
- Josef Niedermeier (* 1942), deutscher Biathlet
- Katja Niedermeier (* 1969), deutsche Buch-Autorin, Vortragsrednerin, spiritueller Coach und Business-Mentorin
- Ludwig-Mario Niedermeier (1950–2017), deutscher Laufsportler
- Manuel Niedermeier (* 1984), deutscher Schriftsteller
- Michael Niedermeier (Baumeister), deutscher Architekt und Baumeister
- Michael Niedermeier (Kunsthistoriker) (* 1954), deutscher Literatur- und Kunsthistoriker
- Michael Niedermeier (Kunstradfahrer) (* 1990), deutscher Kunstradfahrer
- Rolf Niedermeier (1966–2022), deutscher Informatiker und Hochschullehrer
- Sandra Niedermeier (* 1985), deutsche Psychologin

### Niedermeyer
- Engelbert Valentin Niedermeyer (1911–1946), deutscher SS-Unterscharführer
- Ernst Niedermeyer (1920–2012), deutsch-US-amerikanischer Neurologe und Psychiater, klinischer Neurophysiologe und Epileptologe
- Hans Niedermeyer (1884–?), deutscher Architekt und Grafiker
- Helmut Niedermeyer (1926–2014), österreichischer Unternehmer
- Louis Niedermeyer (1802–1861), französischer Komponist

## Unternehmen
- Niedermeyer (Unternehmen), österreichische Elektro-, Foto-, Multimedia-Handelskette
- Kabarett Niedermair, angesehenes Wiener Kabarett-Theater